# 克拉克鎮區 (阿肯色州波普縣)
克拉克鎮區（英語：Clark Township）是位於美國阿肯色州波普縣的一個行政鎮區。

## 地方資料
根據2010年美國人口普查的數據，克拉克鎮區的面積為82.30平方千米，當中陸地面積為66.20平方千米，而水域面積為16.10平方千米。當地共有人口3386人，而人口密度為每平方千米41人。